# Счастливая (платформа)
Счастли́вая — железнодорожная платформа Горьковской железной дороги, находящаяся в черте Нижнего Новгорода (Автозаводский район, микрорайон Соцгород). Расположена на ветке, идущей до ст. Кустовая и Нижний Новгород-Автозавод, возле пересечения между собой проспекта Октября, улиц Раевского и Дьяконова.
Платформа обслуживает пригородные электропоезда сообщением Кустовая − Суроватиха (кроме зимнего периода) и сообщением Кустовая - Доскино - Дзержинск (по рабочим дням).
Станция интересна тем, что с 1939 г. по 1965 г. рядом с этой платформой находилась конечная станция детской железной дороги «Счастливая». Другая конечная станция этой дороги, «Родина», находится в парке им. 1 Мая. Таким образом, детская железная дорога имела большую протяжённость и выполняла роль городского транспорта, фактически дублируя перегруженные трамвайные маршруты. В настоящее время в здании этой станции находится Дворец Бракосочетаний.
Платформа примерно с 1990 года никак не ремонтировалась. В результате проседания и подсыпки путей из некогда высокой к 2002 году превратилась в низкую.
По состоянию на ноябрь 2013 года платформа лишилась здания билетной кассы.

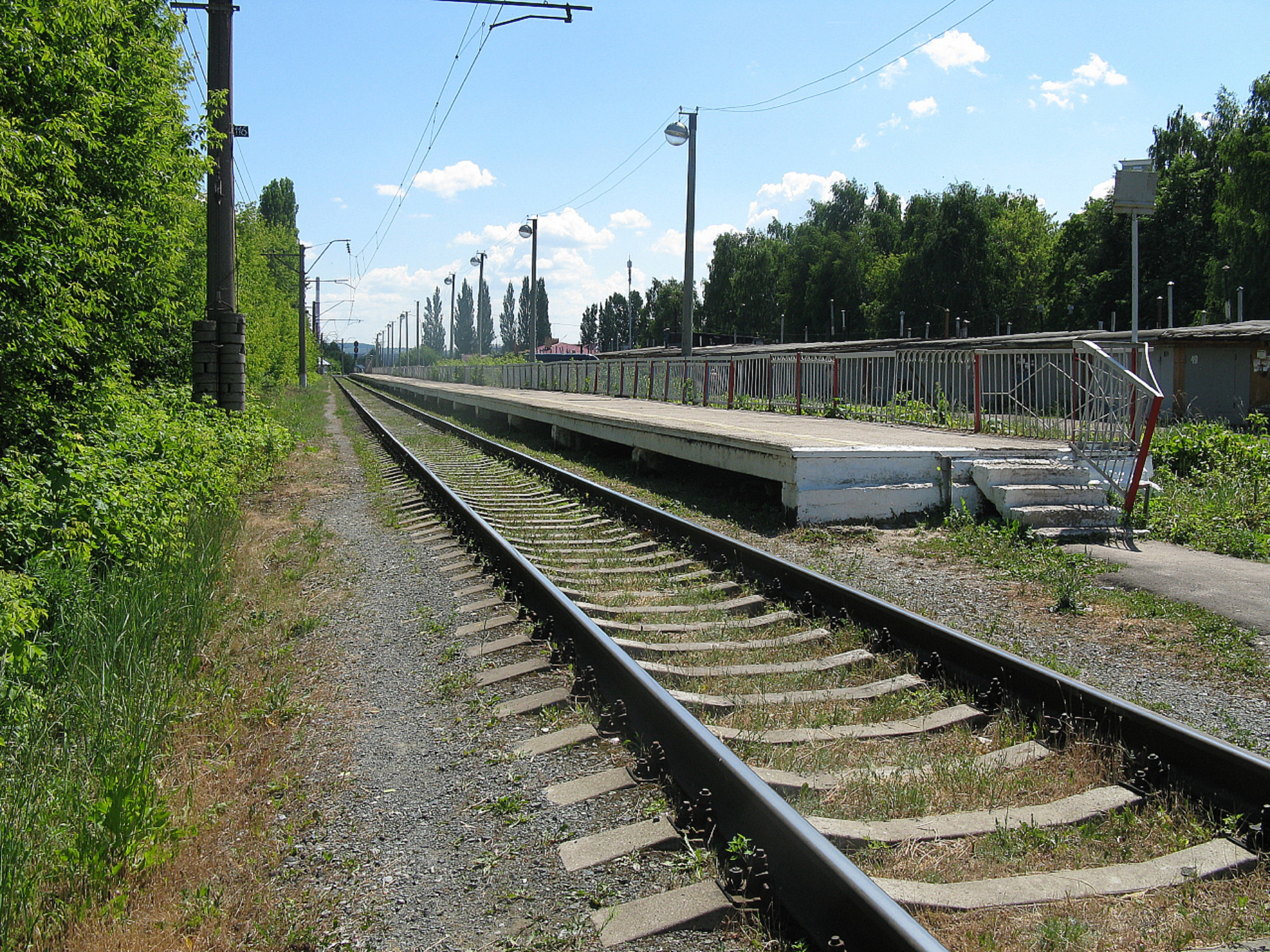
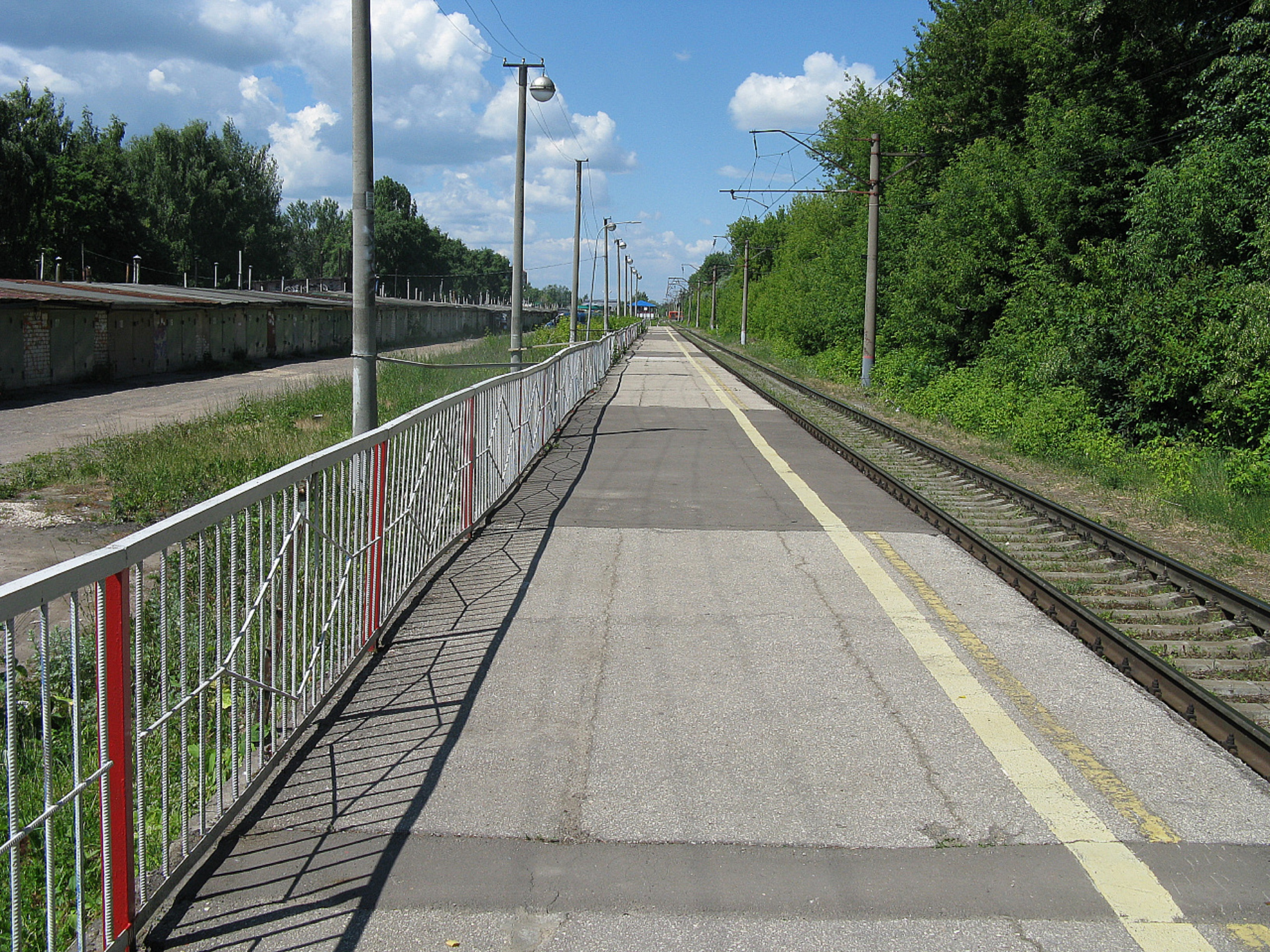
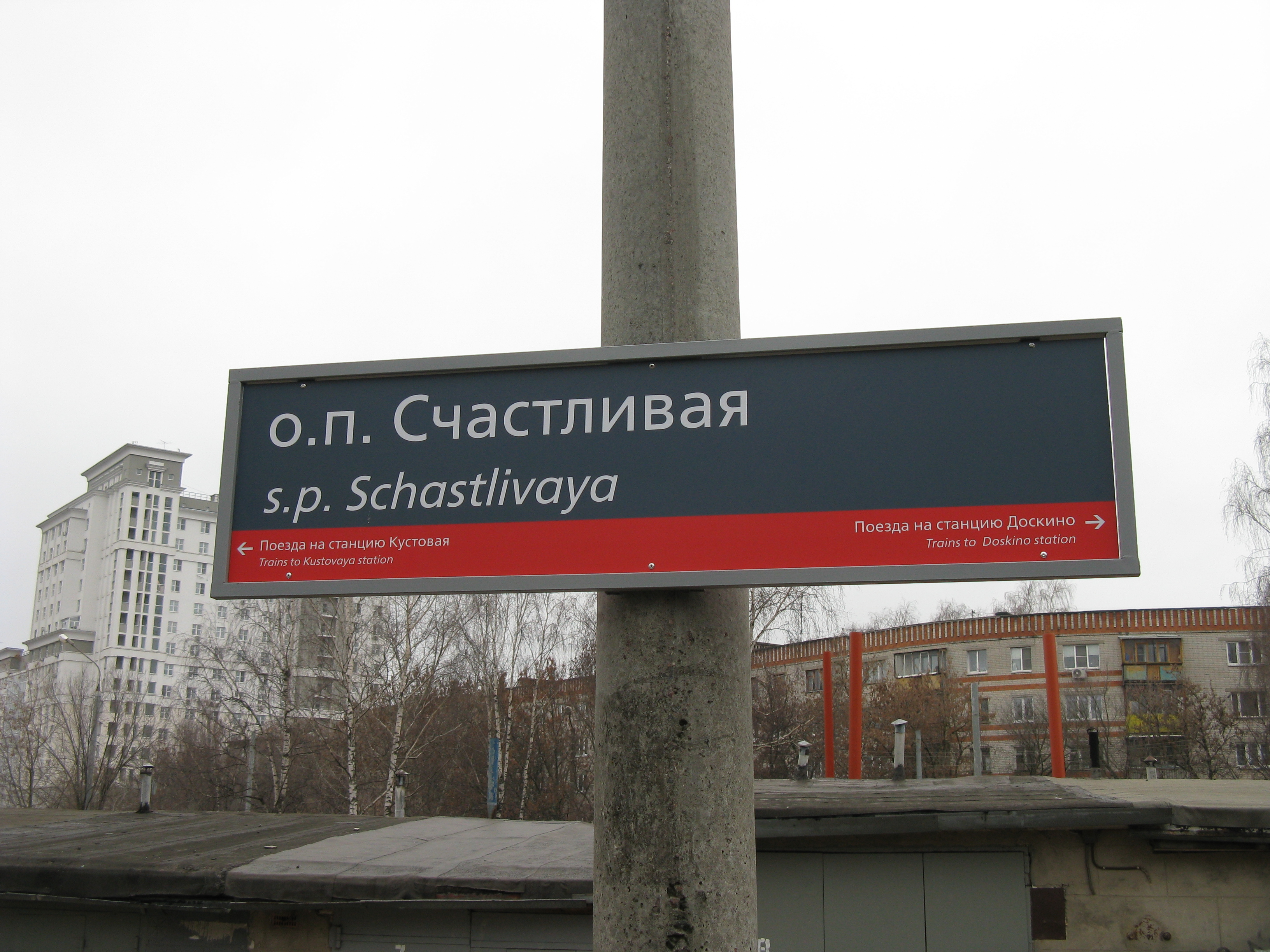